# Delphinium edelbergii
Delphinium edelbergii är en ranunkelväxtart som beskrevs av K.H. Rechinger och H. Riedl. Delphinium edelbergii ingår i släktet storriddarsporrar, och familjen ranunkelväxter. Inga underarter finns listade i Catalogue of Life.